# Aeródromo de Atlixco
El Aeródromo de Atlixco, también conocido como Aeródromo Acocotla (Código DGAC: AOC) es un pequeño campo de aviación ubicado 4 km al sur de Atlixco, Puebla. El aeródromo cuenta con una pista de aterrizaje asfaltada de 1.150 metros de largo y 13 metros de ancho, así como plataformas, hangares y servicio de FBO, la frecuencia de radiocomunicaciones del aeródromo es 123.4. El aeródromo es usado ocasionalmente para exhibiciones aéreas, así como paracaidismo por parte de Sky Dive Puebla. El aeródromo también es sub-base de la escuela de aviación 5 de mayo.

## Accidentes e incidentes
- El 25 de septiembre de 2010 una aeronave Harmon Rocket II con matrícula XB-IYZ se estrelló en el municipio de Tecamachalco mientras cubría una ruta entre el Aeródromo de Atlixco y el Aeropuerto de Veracruz, matando a sus dos ocupantes.[5][6]

- El 14 de enero de 2014, la aeronave Cesnna 182 SL con matrícula 5448 perteneciente a la Fuerza Aérea Mexicana no pudo despegar del aeródromo, chocó con la maya ciclónica del aeródromo, posteriormente se desplomó y se incendió. El accidente dejó un muerto y 2 lesionados.[7][8]

- El 25 de mayo de 2014 fue robada una aeronave Beechcraft Super King Air con matrícula desconocida del aeródomo de Atlixco, la cual fue derribada por fuerzas armadas venezolanas el 12 de junio de ese mismo año en espacio aéreo de Venezuela.[9][10]

- El 22 de diciembre de 2015 se deplomó una aeronave Cessna 182 con matrícula desconocida al intentar levantar vuelo, la aeronave impactó en tierras de cultivo cerca del aeródromo. Sus 3 tripulantes resultaron con lesiones leves.[11][12][13]